# Thesmophora scopulosa
Thesmophora scopulosa ist die einzige Art der Pflanzengattung Thesmophora, die der Familie der Stilbaceae angehört. Sie ist in Südafrika verbreitet.

## Beschreibung
Thesmophora scopulosa ist ein einstämmiger, ausgedehnt wachsender Zwergstrauch. An älteren Zweigen finden sich wollige Büschel zwischen den Narben der Laubblätter. Die Laubblätter stehen in Vierergruppen, sind sehr schmal lanzettlich-zugespitzt, gefurcht, unbehaart und am Rand sehr fein gesägt.
Die Blütenstände sind nahezu endständige Ähren aus 20 bis 35 Blüten. Die Blüten stehen aufsitzend und sind von zwei gegenständig stehenden Vorblättern begleitet. Der Kelch ist röhrenförmig, regelmäßig, unbehaart und mit fünf Kelchlappen besetzt. Die Krone ist röhrenförmig, die vier Kronzipfel bilden zwei Lippen. Die obere Lippe ist stark vergrößert, gerundet und helmförmig, die untere Lippe besteht aus zwei gerundeten seitlichen Zipfel und einem feinen mittleren Zipfel. Auf der Außenseite sind die Kronzipfel dicht borstig behaart. Die vier Staubfäden stehen leicht über die Krone hinaus. Der Fruchtknoten ist zweifächrig, umgekehrt konisch, leicht gestielt und steht auf einem fleischigen, gelappten Blütenboden. In jedem Fruchtknotenfach befindet sich eine einzelne Samenanlage, die hängend angeordnet ist. Der Griffel ist fadenförmig und unbehaart.

## Vorkommen und Standorte
Die Art kommt in den Bergen um Ceres in Südafrika vor und wächst dort in Felsspalten.